# Demetrio Albertini
Demetrio Albertini (født 23. august 1971 i Besana in Brianza, Italien) er en italiensk tidligere fodboldspiller (midtbane).

## Klubkarriere
Albertini er bedst kendt for sine hele 14 år hos Milano-storklubben AC Milan, som han repræsenterede fra 1988 til 2002. Han spillede næsten 300 Serie A-kampe for klubben og var en del af holdets meget succesfulde periode i 1990'erne. Her blev det til en lang række titler, blandt andet fem italienske mesterskaber og tre Champions League-titler.
Senere i karrieren spillede Albertini for blandt andet Lazio samt spanske FC Barcelona. Også her var han med til at vinde titler, blandt andet det spanske mesterskab i 2005. Han stoppede karrieren samme år.

## Landshold
Albertini spillede hele 79 kampe for Italiens landshold, som han debuterede 21. december 1991 i en EM-kvalifikationskamp på hjemmebane mod Cypern.
Albertini var en del af det italienske hold, der vandt sølv ved VM 1994 i USA, og spillede samtlige italienernes syv kampe i turneringen. I turneringens finale mod Brasilien scorede Albertini i den afgørende straffesparkskonkurrence, men da tre andre af de italienske skytter brændte, endte kampen alligevel med brasiliansk sejr.
Senere deltog Albertini også ved EM 1996 i England, VM 1998 i Frankrig, samt EM 2000 i Belgien og Holland. Ved sidstnævnte turnering nåede italierne også frem til finalen, og var kun få sekunder fra sejren, men måtte i sidste ende se sig besejret af Frankrig.

## Efter karrierestop
Efter at have indstillet sin karriere har Albertini blandt andet arbejdet som vicepræsident i det italienske fodboldforbund, samt siddet i ledelsen hos Parma FC.

## Titler
Serie A
- 1992, 1993, 1994, 1996 og 1999 med AC Milan

Supercoppa Italiana
- 1992, 1993 og 1994 med AC Milan

Mesterholdenes Europa Cup/Champions League
- 1989, 1990 og 1994 med AC Milan

UEFA Super Cup
- 1989 og 1994 med AC Milan

Intercontinental Cup
- 1989 med AC Milan

Coppa Italia
- 2004 med Lazio

La Liga
- 2005 med FC Barcelona

U/21-EM
- 1992 med Italien U/21